# Harmonieorkest van het Fontys Conservatorium, Tilburg
Het Harmonieorkest van het Fontys Conservatorium, Tilburg is een harmonieorkest met 65 à 70 musici aan het Fontys Conservatorium te Tilburg, dat nog opgericht werd aan de rechtsvoorganger, het Brabants Conservatorium in 1982.

## Geschiedenis
Aan het voormalige Conservatorium van Brabant te Tilburg waren er immer veel blazers, omdat de blaasmuziekcultuur in deze provincie tot grote hoogde reikt. Het orkest is samengesteld uit leerlingen van het conservatorium die door deelname in het orkest kennismaken met het goede deel van het repertorium van de blaasmuziek en praktijkgerichte ervaring opdoen. Bij de oprichting van het Harmonieorkest van het Brabants Conservatorium waren Anne de Vries, hoboïst en dirigent, Walter Boeykens, klarinettist en dirigent, en Jean Pierre Laro, dirigent, de dirigenten van het orkest. Vanaf september 1988 kwam er als dirigent Jan Cober erbij. Met de naam verandering van het conservatorium heet het orkest nu ook Harmonieorkest van het Fontys Conservatorium, Tilburg.
Het repertoire is interessant en zeer veelzijdig. Genoemd mogen worden, uitvoeringen van nieuwe composities, waarbij enkele wereld-premières van onder andere Henk Badings, Jo van den Booren, Hans de Jong, Jurriaan Andriessen  en Joop Voorn, maar ook werken van Karel Husa, Alfred Reed, Paul Creston, Florent Schmitt, Nikolaj Rimski-Korsakov, Richard Strauss, Johann Sebastian Bach en Georg Friedrich Händel.
In 1989 werd er onder medewerking van Raymond Delnoije, dwarsfluit, het Brabants Saxofoonkwartet met Jean Pennings, sopraansaxofoon, Hans de Jong, altsaxofoon, Ron Pat, tenorsaxofoon en René de Jong, baritonsaxofoon, en CD opgenomen
- HENK BADINGS - Symfonische blaasmuziek; Mirasound Nr. 49.9025

## Dirigenten
- 1982-1988 Anne de Vries, Walter Boeykens en Jean Pierre Laro
- 1988- Jan Cober